# Nephrolepis equilatera
Nephrolepis equilatera là một loài dương xỉ trong họ Nephrolepidaceae. Loài này được A. Rojas mô tả khoa học đầu tiên năm 2008.